# Green's Bridge
El Green's Bridge es un puente construido en 1766 sobre el Río Nore, en Kilkenny (Irlanda).  Diseñado por el arquitecto George Smith. Construido por el William Colles.

## Galería

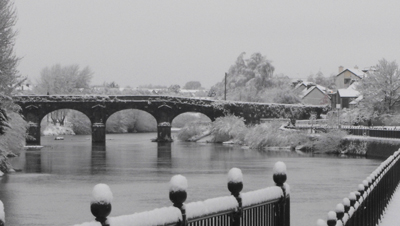
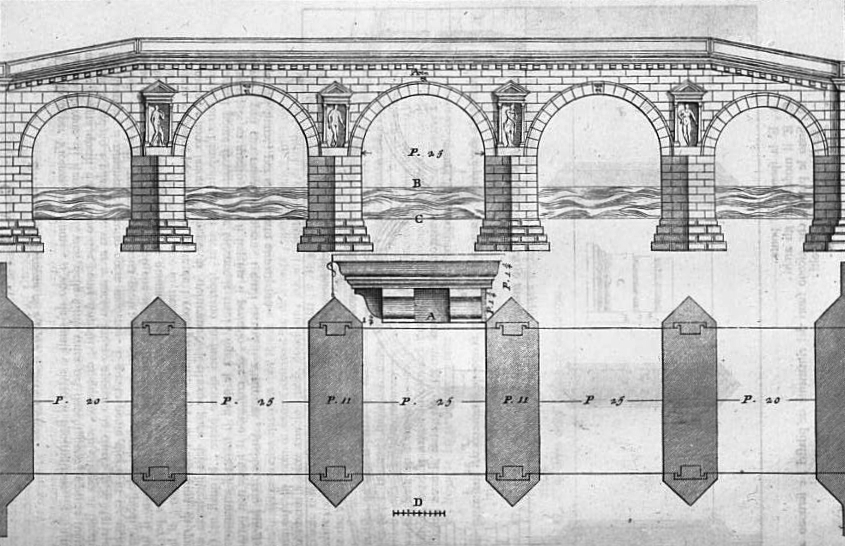
Reconstrucción del puente por Andrés Paladio
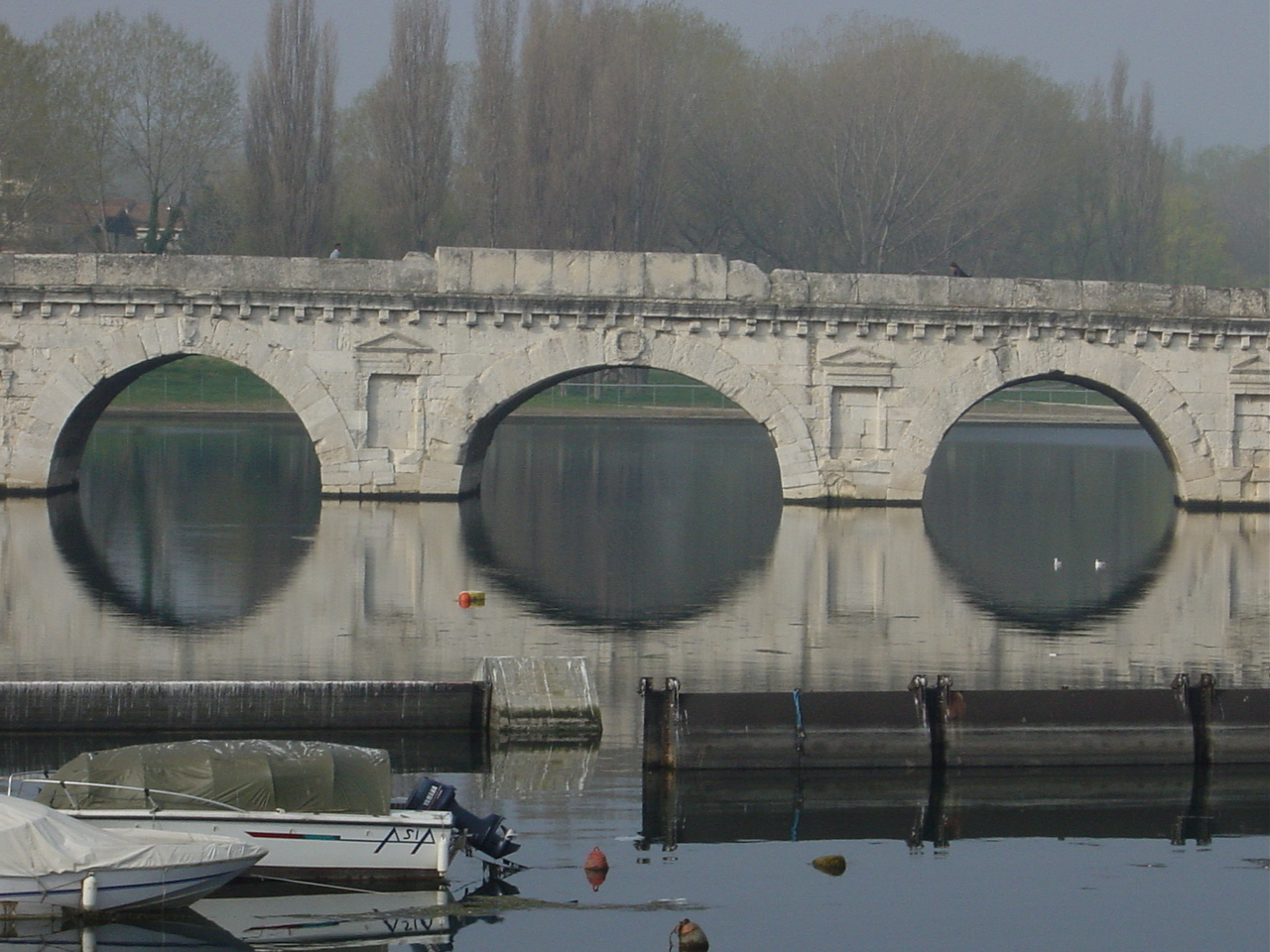
Puente de Tiberio